# Коринтски канал
Коринтският канал е канал в Гърция, който съединява Сароническия залив на Егейско море с Коринтския залив на Йонийско море.
Пресича тесния Коринтски провлак и разделя полуостров Пелопонес от гръцкия материк, като го превръща на практика в остров. Строителите прокопават канала в провлака, на нивото на морското равнище, без употреба на шлюзове.
Първият опит да се построи канал на това място датира от 7 век пр.н.е. от гръцкия тиран Периандър. Той обаче изоставя идеята поради възникнали технически трудности и вместо това построява по-простия и по-евтин път, наречен Диолк.
Названието си получава в чест на град Коринт, разположен в западната част на канала. Построен е между 1881 и 1893 година. Проектиран е от унгарските архитекти Ищван Тюр и Бела Герстер, участвали преди това в строежа на Панамския канал. Първият кораб преминава през канала на 25 юли 1893 г.
Коринтският канал се смята за голямо инженерно постижение за времето си. Той спестява 700-километров обиколен път около Пелопонес на малките кораби. Тъй като каналът е широк само 24 m обаче, той е твърде тесен за големите товарни кораби. Днес по него главно преминават туристически кораби. Годишно по него преминават около 11000 кораба. Дължината на канала е 6343 m, широчината – 21 – 25 m, а дълбочината на водата – 8 m. Стените на канала са от естествен произход, главно седиментни скали и варовик. Височината на стените достига 75 метра, най-ниската точка на мостовете е 63 метра над морското равнище.